# Liste der Monuments historiques in Jablines
Die Liste der Monuments historiques in Jablines führt die Monuments historiques in der französischen Gemeinde Jablines auf.

## Liste der Bauwerke
| Bezeichnung                            | Beschreibung | Standort | Kennzeichnung | Schutzstatus | Datum | Bild |
| -------------------------------------- | ------------ | -------- | ------------- | ------------ | ----- | ---- |
| Archäologische Fundstätte Haut Château |              | (Lage)   | PA00087339    | Inscrit      | 1989  |      |

## Liste der Objekte
Zum Verständnis siehe: Kirchenausstattung
- Monuments historiques (Objekte) in Jablines in der Base Palissy des französischen Kultusministeriums